# Madiassa Maguiraga
Madiassa Maguiraga, né le 10 février 1943 à Nioro du Sahel, est un homme politique malien.

## Biographie
Madiassa Maguiraga a suivi des études d’ingénieur en électronique aux États-Unis.
Il enseigne en 1971 à l’Université de la science et de la technologie au Ghana et aux États-Unis, à la Tuskegee University, de 1972 à 1976, puis à la faculté polytechnique de l’Université de Kinshasa de 1977 à 1992. De retour au Mali, il crée en 1994 le Centre international des technologies avancées (CITA). Il est le premier africain de la Nasa
S’engageant en politique, il fonde le Parti progressiste populaire (PPP) et se présente à l’élection présidentielle de 2002.
Aujourd'hui, il enseigne à la faculté Polytechnique de l'Université de Lubumbashi.

## Candidat à l’élection présidentielle de 2007
Madiassa Maguiraga est le candidat du Parti progressiste populaire (PPP) à l’élection présidentielle malienne de 2007. Au cours de la campagne, il a promis la multiplication par trois des salaires, la création d’emplois et la bonne gestion des ressources minières.
Il obtient 0,30 % des voix, ce qui le place en dernière position des huit candidats de l’élection présidentielle, remportée dès le premier tour par le président sortant Amadou Toumani Touré.